# Малиш Ігор Вікторович
І́гор Ві́кторович Ма́лиш — молодший сержант цивільного захисту ДСНС.
Станом на лютий 2018 року — пожежний-рятувальник; ГУ ДСНС України в Києві.

## Нагороди
За особисту мужність і героїзм, виявлені у захисті державного суверенітету та територіальної цілісності України, вірність військовій присязі під час бойових дій та при виконанні службових обов'язків, відзначений — нагороджений
- 10 жовтня 2015 року — орденом «За мужність» ІІІ ступеня.